# Pogoń Szczecin (féminines)
Pour la section masculine, voir Pogoń Szczecin.
Actualités
Dernière mise à jour : 27 décembre 2024.
L' Olimpia Szczecin (pl) (Miejski Klub Sportowy Olimpia Szczecin) est un club féminin de football polonais basé à Szczecin.

## Historique
- 2005 - fondation du club Olimpia Szczecin
- 2023 - le club intègre le Pogon Szczecin

## Palmarès de l'équipe féminine
- Championnat de Pologne : 2024

### Bilan saison par saison
Le tableau suivant retrace le parcours du club depuis 2013.
Parcours du club saison par saison
| Édition   | Ekstraliga kobiet | I liga kobiet | Coupe de Pologne | Ligue des champions |
| 2013-2014 | -                 | Vainqueur     | 1/8 Finaliste    |                     |
| 2014-2015 | 8e                | -             | 1/8 Finaliste    |                     |
| 2015-2016 | 11e               | -             | 1/4 Finaliste    |                     |
| 2016-2017 | 7e                | -             |                  |                     |
| 2017-2018 | 6e                | -             | 1/2 Finaliste    |                     |
| 2018-2019 | 9e                | -             | 1/8 Finaliste    |                     |
| 2019-2020 | 7e                |               |                  |                     |
| 2020-2021 | 8e                |               |                  |                     |
| 2021-2022 | 10e               |               |                  |                     |